# Lillkulla
Lillkulla med Norra landet och Östra landet är en ö i Åland (Finland). Den ligger i Skärgårdshavet och i kommunen Saltvik i landskapet Åland, i den sydvästra delen av landet. Ön ligger omkring 44 kilometer nordöst om Mariehamn och omkring 240 kilometer väster om Helsingfors.
Öns area är 23,2 hektar och dess största längd är 1 kilometer i sydöst-nordvästlig riktning. Ön höjer sig omkring 10 meter över havsytan.

## Delöar och uddar
- Lillkulla 60°22′10″N 20°32′05″Ö / 60.36932°N 20.53463°Ö
- Norra landet 60°22′22″N 20°32′02″Ö / 60.3727°N 20.53386°Ö
- Östra landet 60°22′07″N 20°32′21″Ö / 60.36848°N 20.53912°Ö